# Lijst van burgemeesters van Waarde
Dit is een lijst van burgemeesters van de voormalige Nederlandse gemeente Waarde tot die gemeente in 1970 opging in de gemeente Reimerswaal.
| Ambtsperiode | Naam burgemeester                | Partij of stroming | Bijzonderheden                                                           |
| ------------ | -------------------------------- | ------------------ | ------------------------------------------------------------------------ |
| 18?? - 1846  | Jacobus Pieper                   |                    |                                                                          |
| 1847 - 1851? | L. Krijnse                       |                    |                                                                          |
| 1851 - 1857  | Marinus (M.) Pieper              |                    |                                                                          |
| 1857 - 1903  | J. (Jacobus) Vereeke (1825-1903) |                    | overleden in functie op 23 januari 1903                                  |
| 1903 - 1918  | Cornelis (C.) Thorenaar          | ARP                |                                                                          |
| 1918 - 1933  | C. Bal                           |                    |                                                                          |
| 1933 - 1954  | Jan Cornelis van Burg            | CHU                | zoon Jan van Burg werd burgemeester van Oude Pekela en Purmerend         |
| 1955 - 1963  | Arie (A.) Lokker                 | CHU                | vanaf 1962 waarnemend burgemeester                                       |
| 1963 - 1970  | J.D. de Kam                      | CHU                | laatste maanden waarnemend burgemeester; werd burgemeester van Duiveland |